# Selinum rochelii
Selinum rochelii är en flockblommig växtart som beskrevs av János Johann A. Heuffel och Anton Rochel. Selinum rochelii ingår i släktet krusfrön, och familjen flockblommiga växter. Inga underarter finns listade i Catalogue of Life.